# طوماش لينهارت
طوماش لينهارت (بالتشيكية: Tomáš Linhart)‏ هو لاعب هوكي الجليد تشيكي، ولد في 16 فبراير 1984 في باردوبيتسه في التشيك.

## وصلات خارجية
- طوماش لينهارت على موقع دوري الهوكي الوطني (الإنجليزية)
- طوماش لينهارت على موقع EliteProspects.com (الإنجليزية)
- طوماش لينهارت على موقع HockeyDB.com (الإنجليزية)